# Yaylatepesi, Bayramören
Yaylatepesi là một xã thuộc huyện Bayramören, tỉnh Çankırı, Thổ Nhĩ Kỳ. Dân số thời điểm năm 2010 là 39 người.